# 用典
用典或引喻是一種修辭方法，為文本鏈接的一種，但比正式的引用更加隱晦或不經意。可以起到炫耀博雅或小圈子共鳴的效果。
引經據典者假定讀者同作者一样能意會該文的知識出處與文化理解的相似處，如「李廣難封」就假定讀者知道李廣建功卻未封侯之事，否則難以理解。

## 西方文學
拉丁文「allusion」，意指「用文字遊戲」，用暗示、建議或提示，間接援引暗指某人、某事件、某物或其他文本部分的大意。如用「索多瑪」代指罪惡之城，用「滑鐵盧」代表決定性失敗。